# Universitatea Radboud din Nijmegen
Universitatea Radboud din Nijmegen este o instituție de învățământ superior din Țările de Jos.
Universitatea este clasată între cele mai importante instituții de învățământ superior din țară, între primele 150 din lume și între primele 50 din Europa. Oferta educațională este foarte diversă, cu peste 40 de programe de trei ani și 200 de programe de master, dintre care multe sunt în limba engleză.

## Profesori celebri
- Titus Brandsma (1881-1942), profesor de filosofie, rector, victimă a regimului nazist
- Hans Ferdinand Linskens (1921-2007), profesor de botanică
- Andre Geim (n. 1958), laureat al Premiului Nobel pentru Fizică
- Mihai Netea (n. 1968), profesor de medicină

## Absolvenți celebri
- Konstantin Novosiolov (n. 1974), laureat al Premiului Nobel pentru Fizică
- Hendrikus Schoof (n. 1957), prim ministru al Țărilor de Jos

## Proiecte
- Event Horizon Telescope